# Albergaria dos Doze
Pour les articles homonymes, voir Albergaria.
Albergaria dos Doze est une freguesia portugaise située dans le District de Leiria.
Avec une superficie de 22,84 km2 et une population de 1 745 habitants (2001), la paroisse possède une densité de 76,4 hab/km2.
La paroisse possède une gare qui relie la Linha do Norte, ligne qui relie Porto à Lisbonne.

## Villages
- Albergaria dos Doze
- Cartaria
- Castelo da Gracieira
- Cavadinhas
- Serradinho
- Chão de Gaia
- Eguins
- Fonte da Mata
- Gaia
- Gracieira
- Ladeira
- Mata
- Murzeleira
- Poços
- Pontinhas
- Ruge Água
- Santiais
- Vale das Éguas
- Vale de Pomares
- Venda de S. José
- Vidoeira
- Viuveiro